# Cookeilands voetbalelftal (vrouwen)
Het Cookeilands vrouwenvoetbalelftal is een voetbalteam dat de Cookeilanden vertegenwoordigt in internationale wedstrijden, zoals het Oceanisch kampioenschap.
Het team van de Cookeilanden speelde in 2003 zijn eerste wedstrijd tijdens het Oceanisch kampioenschap voetbal. Tegen Papoea-Nieuw-Guinea werd met 1-5 verloren. Het land kwalificeerde zich vijf keer voor het continentale kampioenschap en beleefde zijn beste toernooien in 2010 en 2014, toen het derde werd.
De ploeg speelt zijn thuiswedstrijden in het Avarua Tereora Stadium.

## Prestaties op eindronden

### Wereldkampioenschap
| Jaar   | Resultaat           | Wed                 | W                   | G                   | V                   | DV                  | DT                  |
| ------ | ------------------- | ------------------- | ------------------- | ------------------- | ------------------- | ------------------- | ------------------- |
| 1991   | Niet deelgenomen    | Niet deelgenomen    | Niet deelgenomen    | Niet deelgenomen    | Niet deelgenomen    | Niet deelgenomen    | Niet deelgenomen    |
| 1995   | Niet deelgenomen    | Niet deelgenomen    | Niet deelgenomen    | Niet deelgenomen    | Niet deelgenomen    | Niet deelgenomen    | Niet deelgenomen    |
| 1999   | Niet deelgenomen    | Niet deelgenomen    | Niet deelgenomen    | Niet deelgenomen    | Niet deelgenomen    | Niet deelgenomen    | Niet deelgenomen    |
| 2003   | Niet gekwalificeerd | Niet gekwalificeerd | Niet gekwalificeerd | Niet gekwalificeerd | Niet gekwalificeerd | Niet gekwalificeerd | Niet gekwalificeerd |
| 2007   | Niet deelgenomen    | Niet deelgenomen    | Niet deelgenomen    | Niet deelgenomen    | Niet deelgenomen    | Niet deelgenomen    | Niet deelgenomen    |
| 2011   | Niet gekwalificeerd | Niet gekwalificeerd | Niet gekwalificeerd | Niet gekwalificeerd | Niet gekwalificeerd | Niet gekwalificeerd | Niet gekwalificeerd |
| 2015   | Niet gekwalificeerd | Niet gekwalificeerd | Niet gekwalificeerd | Niet gekwalificeerd | Niet gekwalificeerd | Niet gekwalificeerd | Niet gekwalificeerd |
| 2019   | Niet gekwalificeerd | Niet gekwalificeerd | Niet gekwalificeerd | Niet gekwalificeerd | Niet gekwalificeerd | Niet gekwalificeerd | Niet gekwalificeerd |
| 2023   | Niet gekwalificeerd | Niet gekwalificeerd | Niet gekwalificeerd | Niet gekwalificeerd | Niet gekwalificeerd | Niet gekwalificeerd | Niet gekwalificeerd |
| Totaal | 0/9                 | 0                   | 0                   | 0                   | 0                   | 0                   | 0                   |

### Olympische Spelen
| Jaar   | Resultaat           | Wed                 | W                   | G                   | V                   | DV                  | DT                  |
| ------ | ------------------- | ------------------- | ------------------- | ------------------- | ------------------- | ------------------- | ------------------- |
| 1996   | Niet deelgenomen    | Niet deelgenomen    | Niet deelgenomen    | Niet deelgenomen    | Niet deelgenomen    | Niet deelgenomen    | Niet deelgenomen    |
| 2000   | Niet deelgenomen    | Niet deelgenomen    | Niet deelgenomen    | Niet deelgenomen    | Niet deelgenomen    | Niet deelgenomen    | Niet deelgenomen    |
| 2004   | Niet deelgenomen    | Niet deelgenomen    | Niet deelgenomen    | Niet deelgenomen    | Niet deelgenomen    | Niet deelgenomen    | Niet deelgenomen    |
| 2008   | Niet gekwalificeerd | Niet gekwalificeerd | Niet gekwalificeerd | Niet gekwalificeerd | Niet gekwalificeerd | Niet gekwalificeerd | Niet gekwalificeerd |
| 2012   | Niet gekwalificeerd | Niet gekwalificeerd | Niet gekwalificeerd | Niet gekwalificeerd | Niet gekwalificeerd | Niet gekwalificeerd | Niet gekwalificeerd |
| 2016   | Niet gekwalificeerd | Niet gekwalificeerd | Niet gekwalificeerd | Niet gekwalificeerd | Niet gekwalificeerd | Niet gekwalificeerd | Niet gekwalificeerd |
| 2020   | Niet gekwalificeerd | Niet gekwalificeerd | Niet gekwalificeerd | Niet gekwalificeerd | Niet gekwalificeerd | Niet gekwalificeerd | Niet gekwalificeerd |
| 2024   | Nog te bepalen      | Nog te bepalen      | Nog te bepalen      | Nog te bepalen      | Nog te bepalen      | Nog te bepalen      | Nog te bepalen      |
| Totaal | 0/8                 | 0                   | 0                   | 0                   | 0                   | 0                   | 0                   |

### Oceanisch kampioenschap
| Jaar   | Resultaat        | Wed              | W                | G                | V                | DV               | DT               |
| ------ | ---------------- | ---------------- | ---------------- | ---------------- | ---------------- | ---------------- | ---------------- |
| 1983   | Niet deelgenomen | Niet deelgenomen | Niet deelgenomen | Niet deelgenomen | Niet deelgenomen | Niet deelgenomen | Niet deelgenomen |
| 1986   | Niet deelgenomen | Niet deelgenomen | Niet deelgenomen | Niet deelgenomen | Niet deelgenomen | Niet deelgenomen | Niet deelgenomen |
| 1989   | Niet deelgenomen | Niet deelgenomen | Niet deelgenomen | Niet deelgenomen | Niet deelgenomen | Niet deelgenomen | Niet deelgenomen |
| 1991   | Niet deelgenomen | Niet deelgenomen | Niet deelgenomen | Niet deelgenomen | Niet deelgenomen | Niet deelgenomen | Niet deelgenomen |
| 1994   | Niet deelgenomen | Niet deelgenomen | Niet deelgenomen | Niet deelgenomen | Niet deelgenomen | Niet deelgenomen | Niet deelgenomen |
| 1998   | Niet deelgenomen | Niet deelgenomen | Niet deelgenomen | Niet deelgenomen | Niet deelgenomen | Niet deelgenomen | Niet deelgenomen |
| 2003   | Groepsfase       | 4                | 0                | 0                | 4                | 1                | 26               |
| 2007   | Niet deelgenomen | Niet deelgenomen | Niet deelgenomen | Niet deelgenomen | Niet deelgenomen | Niet deelgenomen | Niet deelgenomen |
| 2010   | Derde plaats     | 5                | 3                | 0                | 2                | 5                | 11               |
| 2014   | Derde plaats     | 3                | 0                | 1                | 2                | 2                | 16               |
| 2018   | Groepsfase       | 3                | 0                | 0                | 3                | 0                | 10               |
| 2022   | Kwartfinale      | 3                | 0                | 1                | 2                | 1                | 4                |
| Totaal | 5/12             | 18               | 3                | 2                | 13               | 9                | 67               |

### Pacifische Spelen
| Jaar   | Resultaat        | Wed              | W                | G                | V                | DV               | DT               |
| ------ | ---------------- | ---------------- | ---------------- | ---------------- | ---------------- | ---------------- | ---------------- |
| 2003   | Niet deelgenomen | Niet deelgenomen | Niet deelgenomen | Niet deelgenomen | Niet deelgenomen | Niet deelgenomen | Niet deelgenomen |
| 2007   | Groepsfase       | 4                | 0                | 2                | 2                | 4                | 10               |
| 2011   | Groepsfase       | 3                | 1                | 1                | 1                | 2                | 2                |
| 2015   | Derde plaats     | 4                | 1                | 1                | 2                | 4                | 8                |
| 2019   | Vierde plaats    | 5                | 3                | 0                | 2                | 8                | 10               |
| Totaal | 4/5              | 16               | 5                | 4                | 7                | 18               | 30               |

## FIFA-wereldranglijst
Betreft klassering aan het einde van het jaar
| 2003 | 2004 | 2005 | 2006 | 2007 | 2008 | 2009 | 2010 | 2011 | 2012 | 2014 | 2015 | 2016 | 2018 | 2019 | 2020 | 2021 | 2022 |
| ---- | ---- | ---- | ---- | ---- | ---- | ---- | ---- | ---- | ---- | ---- | ---- | ---- | ---- | ---- | ---- | ---- | ---- |
| 95   | 101  | 100  | 109  | 118  | 105  | 98   | 104  | 104  | 99   | 100  | 104  | 94   | 109  | 100  | 94   | 105  | 108  |

## Selecties

### Huidige selectie
Deze spelers werden geselecteerd voor het Oceanisch kampioenschap voetbal vrouwen 2022 in juli 2022.
| Doel                      |                    |                      |
| 1                         | Thea Keith         | The Lakes FC         |
| 20                        | Kimberly Uini      | Matavera FC          |
| 28                        | Tupou Brogan       | Tupapa Maraerenga FC |
| Verdediging               |                    |                      |
| 2                         | Matilda Aulua      | Puaikura FC          |
| 4                         | Tasha Dean         | Puaikura FC          |
| 5                         | Tineke De Jong     | Ellerslie AFC        |
| 12                        | Nicole Kimiora     | Tupapa Maraerenga FC |
| 13                        | Upokotea Manuela   | Nikao Sokattak FC    |
| 17                        | Tanga Morris       | Matavera FC          |
| 22                        | Teretia Teinaki    | Manukau United FC    |
| 24                        | Tia Strickland     | Tupapa Maraerenga FC |
| 25                        | Claudean Robati    | Tupapa Maraerenga FC |
| Middenveld                |                    |                      |
| 3                         | Lyric Davison      | Ellerslie AFC        |
| 7                         | Elizabeth Harmon   | Tupapa Maraerenga FC |
| 9                         | Tayla Hetherington | Manukau United FC    |
| 10                        | Penina Katuke      | Titikaveka FC        |
| 14                        | Lee Maoate-Cox     | Ferrymead Bays       |
| 16                        | Clotilda Moetaua   | Matavera FC          |
| 19                        | Simone Nicholas    | Puaikura FC          |
| 23                        | Piri Murare        | Avatiu FC            |
| Aanval                    |                    |                      |
| 6                         | Victoria Fatiaki   | Puaikura FC          |
| 8                         | Adriana Hauser     | Tupapa Maraerenga FC |
| 11                        | Kayleena Kermode   | Tupapa Maraerenga FC |
| 15                        | Ngamata Moekaa     | Manukau United FC    |
| 18                        | Kuramaeva Mose     | Tupapa Maraerenga FC |
| 21                        | Anzia Tere         | Avatiu FC            |
| Bondscoach: Gary Phillips |                    |                      |